# Aristide Carabelli
Aristide Carabelli (Milano, 9 dicembre 1916 – La Valletta, 26 luglio 1941) è stato un militare italiano.
Prestò servizio come ufficiale con il grado di Sottotenente di complemento del corpo delle armi navali. È stato un incursore pilota di barchino esplosivo della Xª Flottiglia MAS nella Regia Marina durante la seconda guerra mondiale ed è stato decorato con la medaglia d'oro al valor militare alla memoria per la sua azione fatale contro le difese del porto di La Valletta durante l'assedio di Malta.

## Biografia
Nacque a Milano,  e si iscrisse presso la facoltà di ingegneria del Politecnico di Milano. Partecipò come volontario al 1º corso preliminare navale tenutosi a partire da agosto 1938 presso l'Accademia navale di Livorno. Nel dicembre 1940 conseguì la nomina a Sottotenente di complemento del Corpo delle armi navali.
Nel marzo 1941 entrò su richiesta nei Mezzi d'Assalto della Xª Flottiglia MAS di La Spezia. Dopo il corso di addestramento partecipò al tentativo di forzamento della base inglese di Malta, effettuato nella notte tra il 25 e il 26 luglio 1941. L'attacco fallì in quanto il fondamentale effetto sorpresa, necessario al successo dell'azione, era svanito fin dall'avvicinamento dei mezzi al largo di Malta. La difesa inglese dell'isola, infatti, all'insaputa dei servizi d'informazione italiani, era a quel tempo già dotata di radar e aveva quindi avuto modo di osservare i mezzi italiani e aspettare il momento opportuno per annientarne l'attacco.
Durante l'attacco con il suo barchino esplosivo, Carabelli si lanciò con il suo mezzo carico di esplosivo contro le ostruzioni del porto, secondo gli ordini ricevuti dal comandante della spedizione capitano di corvetta Giorgio Giobbe. Questo era necessario per essere sicuri di aprire una breccia sotto l'arcata del ponte di sant'Elmo, per permettere l'ingresso nel porto ai suoi compagni d'azione sugli altri barchini. Non si sapeva infatti se Teseo Tesei era riuscito nella sua azione di attacco con il siluro a lenta corsa, che aveva l'obiettivo di far saltare l'ostruzione retale a difesa del porto. Il sottotenente di vascello Roberto Frassetto vide Carabelli scomparire nell'immane esplosione del suo barchino contro un pilastro del ponte a braccia aperte. L'esplosione provocò il crollo della travata metallica e il passaggio al porto divenne impossibile.
Nel 1942 il Politecnico di Milano gli conferì la laurea ad honorem alla memoria.